# 데드맨 (2024년 영화)
《데드맨》은 2024년에 개봉한 대한민국의 영화이다.

## 캐스팅

### 주요 인물
- 조진웅 : 이만재 역 - 이 영화의 남자 주인공.
- 김희애 : 심 여사(심은조) 역 - 이 영화의 메인 여자 주인공.
- 이수경 : 공희주 역 - 이 영화의 여자 주인공.

### 주변 인물
- 수영 : 힙스터 역 (특별출연)
- 최재웅 : 황치운 역
- 박호산 : 조필주 역 - 이 영화의 극악무도한 인간쓰레기이자 만악의 근원이며 최종 보스.
- 김원해 : 공문식 역
- 이시훈 : 꼴통 역
- 전무송 : 진 선생 역
- 유연수 : 윤성수 역

### 그 외 인물
- 정운선 : 전수현 역
- 최영우 : 왕발통 역
- 정윤하 : 보타이 역
- 경성환 : 윤대표 특보 2 역

### 특별출연
- 이영석 : 폐차장 노인 역
- 최동석 : 앵커 1 역

## 제공
- 콘텐츠웨이브

## 수상 목록
- 2024년 제11회 서울국제영화대상 영화배우가 선정한 최고 배우상 (조진웅)